# Alex Grey

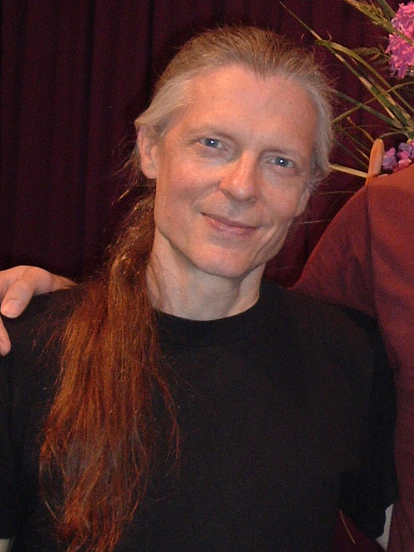
Alex Grey

Alex Grey, właśc. Alex Velzy (ur. 29 października 1953 w Columbus) – amerykański artysta specjalizujący się w duchowej i psychodelicznej sztuce (lub sztuce wizjonerskiej), która jest czasami kojarzona z ruchem New Age. Grey jest wyznawcą Wadżrajany. Podstawa jego pracy obejmuje wiele form w tym sztukę widowiskową, sztukę procesualną, instalacje, rzeźby, sztukę wizjonerską oraz obrazy. Grey jest członkiem Integral Institute. Jest także jednym z doradców w Center for Cognitive Liberty and Ethics (Centrum Wolności Poznawczej i Etyki) i jest przewodniczącym Wisdom University's Sacred Art Department. On i jego żona Alysson Grey są współzałożycielami Chapel of Sacred Mirrors (kaplicy Luster Sakralnych), instytucji non-profit wspierającej Kulturę Wizjonerską w Nowym Jorku.

## Życiorys
Jego ojciec był grafikiem i wspierał syna w jego plastycznych zdolnościach. Tematy śmierci i transcendencji przeplatają się w jego pracach artystycznych, od najwcześniejszych rysunków do późniejszych występów, obrazów i rzeźb. Przez dwa lata (1971–1973) uczęszczał do Columbus College of Art and Design, następnie opuścił studia i przez rok (1973–1974) tworzył billboardy w Ohio. Następnie na rok przystąpił do School of the Museum of Fine Arts w Bostonie, aby studiować z artystą konceptualnym Jay Jroslavem.
W Boston Museum School poznał swoją żonę, artystkę Allysson Rymland Grey. Podczas tego okresu doświadczył serii enteogenicznie wywołanych doświadczeń mistycznych, które zmieniły jego agnostyczny egzystencjalizm na radykalny transcendentalizm. Następnie Grey spędził 5 lat w Harvard Medical School pracując na wydziale Anatomii, gdzie badał i przygotowywał zwłoki do sekcji. Pracował także w harvardzkim wydziale Medycyny Umysłu i Ciała z dr. Herbertem Bensonem i dr. Joan Borysenko prowadząc eksperymenty w celu zbadania uzdrawiających energii subtelnych. Szkolenie anatomiczne przygotowało go do namalowania Sacred Mirrors (Lustra Sakralne) i do zrobienia ilustracji medycznych. Grey przez dziesięć lat był wykładowcą w Artistic Anatomy and Figure Sculpture (Anatomia Artystyczna i Rzeźba) w New York University a obecnie razem z Allyson daje kursy w Visionary Art w The Open Centre w Nowym Jorku.
W 1972 r. Grey rozpoczął serię działań artystycznych, przypominających obrzęd przejścia (rites of passage), w których przedstawia etapy rozwoju psychiki. Około 50 występów obrzędowych prowadzonych przez ponad 30 lat doprowadziły do transformacji z egocentrycznej do bardziej socjocentrycznej i coraz bardziej światocentrycznej i teocentrycznej tożsamości. Najnowszym jego projektem był World Spirit (Duch Świata), słowa i muzyka powstały we współpracy z Kenji Williams, wydany w 2004 r. na DVD.
Seria 21 obrazów naturalnej wielkości człowieka tzw. Sacred Mirrors (Lustra Sakralne), wystawionych w the Chapel of Sacred Mirrors (kaplicy św. Luster) w Wappingers Falls, zabierają widza na wycieczkę w głąb jego boskiej natury poprzez szczegółowe badanie ciała, umysłu i ducha. Sacred Mirrors przedstawiają fizyczną i subtelną anatomię jednostki w kontekście kosmicznej, biologicznej i technologicznej ewolucji. Rozpoczęta w 1979 r. seria po 10 latach została ukończona. Podczas tego okresu Grey przedstawił opisy ludzkiego ciała, które „prześwietliły” wiele warstw rzeczywistości i ujawniły oddziaływanie anatomicznych i duchowych sił. Po stworzeniu Sacred Mirrors zastosował tę wielowymiarową perspektywę do takich archetypowych ludzkich doznań jak modlitwa, medytacja, pocałunki, współżycie, ciąża, narodziny, pielęgnacja i śmierć. Ostatnie prace Greya badały temat świadomości z perspektywy „uniwersalnych bytów”, których ciała są sieciami ognia, oczu i nieskończonych galaktycznych wirów.
Znane uzdrowicielki Olga Worral i Rosalyn Bruyere wyraziły uznanie za umiejętne sportretowanie wizji jasnowidza w jego obrazach przezroczystych promieniejących ciał. Obrazy Greya odgrywały istotną rolę w tak różnych miejscach jak albumy zespołów: Tool, The String Cheese Incident, Beastie Boys oraz Nirvana, w magazynie Newsweek, na kanale Discovery Channel, Rave flyers a także na kartonikach nasączonych kwasem. Alex był głównym mówcą na konferencjach m.in. w Tokio, Amsterdamie, Bazylei, Barcelonie i w Manaus. Międzynarodowa społeczność psychodeliczna wyznaczyła Greya jako ważnego kartografa i mówcę w sferze wizjonerskiej.
Instalacja Heart Net (Sieć Serca) stworzona przez Alexa i jego żonę Allyson, była wystawiona w American Visionary Art Museum (Amerykańskim Muzeum Sztuki Wizjonerskiej) w Baltimore w 1998–1999. Retrospekcja prac Greya z półmetka jego kariery była wystawiona w Museum of Contemporary Art (Muzeum Sztuki Współczesnej) w San Diego w 1999 r. Książka "Sacred Mirrors: The Visionary Art of Alex Grey" została przetłumaczona na pięć języków i została sprzedana w nakładzie 100 tys. egzemplarzy. Książka "The Mission of Art" śledzi ewolucję ludzkiej świadomości poprzez historię sztuki, odkrywając rolę intencji i sumienia artysty a także rozważa proces twórczy jako duchową ścieżkę.
"Transfigurations" jest jego drugą monografią, zawierającą ponad 300 kolorowych i czarno-białych kopii jego prac. Sounds True opublikowało The Visionary Artist, płytę CD, która zawiera rozmyślania Greya na temat praktyki duchowej, ARTmind jest najnowszym filmem video artysty, odkrywającym leczniczy potencjał sztuki sakralnej. Grey był współwydawcą książki "Zig Zag Zen: Buddhism and Psychedelics" (Chronicle Books, 2002). Wydane w 2004 r. "Visions" (Wizje) Greya zawierały zestaw nowych prac a także znanych z Sacred Mirrors i "Transfigurations". The Chapel of Sacred Mirrors (kaplica Luster Sakralnych) to długoterminowa wystawa pięćdziesięciu prac sztuki transformacyjnej Alexa Greya otwarta na jesień 2004 r. w Nowym Jorku, a kilka lat później przeniesiona do Hudson Valley.
Grey w 2006 r. wystąpił w filmie dokumentalnym Entheogen: Awakening the Divine Within o ponownym odkrywaniu magicznego kosmosu we współczesnym świecie.

## Obrazy
Obrazy Greya mogą być opisane jako mieszanka sakralnej, wizjonerskiej i postmodernistycznej sztuki. Jego sztuka to połączenie ciała, umysłu i ducha. Sacred Mirrors (Sakralne Lustra), seria 21 obrazów naturalnej wielkości człowieka, której skończenie zajęło mu 10 lat, szczegółowo badają fizyczną i metafizyczną anatomię jednostki. „Ciało wewnętrzne jest starannie wyrażone – nie tylko precyzyjne anatomicznie, ale krystaliczne w swojej przejrzystości”. Wiele z jego obrazów zawiera szczegółowy obraz szkieletu, układu nerwowego, układu sercowo-naczyniowego i układu limfatycznego. Grey stosuje tę wielowymiarową perspektywę do malowania uniwersalnych ludzkich doświadczeń. Jego postaci są ukazane w pozycjach takich jak modlitwa, medytacja, pocałunki, współżycie, ciąża, narodziny i śmierć. Jego praca łączy wiele symboli religijnych takich jak aury, chakry i ikony z figurami geometrycznymi oraz teselacje w naturalnych, przemysłowych i wielokulturowych sytuacjach. Obrazy Greya są przesiąknięte intensywnym i subtelnym światłem, co jest rzadkie w historii sztuki. „To właśnie światło jest fascynujące w twórczości Greya – jest ono najważniejszą innowacją w świetle religijnym od czasów baroku – i sprawia, że istoty przyziemne wydają się majestatyczne, w każdym realistycznym detalu ich znakomitej egzystencji”.

## Filozofia
Grey ma także swój wkład w filozofię sztuki poprzez swoją książkę "The Mission of Art" (1998). Promuje w niej możliwość mistycznego potencjału sztuki: twierdzi, że proces twórczości artystycznej może (i powinien) odgrywać rolę w oświeceniu artysty. Według niego proces twórczości artystycznej daje możliwość przekraczania ograniczeń umysłu i w pełni wyrażania boskiego ducha. Wierzy również, że sztuka może wywoływać u widza wzniosły stan, w którym duchowe stany istnienia są osiągnięte.
W wywiadzie z Kenem Wilberem dla Integral Naked, Grey Opisał doświadczenie wspólnej halucynacji między nim a jego żoną, co sprawiło, że uwierzył w duchowość i duchową praktykę.